# Premio Nobel de la Paz
El Premio Nobel de la Paz (en noruego y en sueco, Nobels fredspris) es uno de los cinco Premios Nobel que fueron instituidos por el fabricante de armamentos, inventor e industrial sueco Alfred Nobel, junto con los premios en Física, Química, Fisiología o Medicina, Literatura. Se otorga cada año desde 1901 (con excepciones) «a la persona que haya trabajado más o mejor en favor de la fraternidad entre las naciones, la abolición o reducción de los ejércitos alzados y la celebración y promoción de acuerdos de paz», según el testamento de Alfred Nobel. Por voluntad de Nobel, quien lo recibe es seleccionado por el Comité Noruego del Nobel, cinco personas determinadas por el Parlamento Noruego.
Este premio es el único que se otorga en Oslo (Noruega) —los otros cuatro se otorgan horas después, en Estocolmo—. Desde 1990, el premio se ha entregado cada 10 de diciembre en el Ayuntamiento de Oslo —antes, el premio se otorgaba en la Facultad de Derecho de la Universidad de Oslo (1947-1989), en el Instituto Noruego del Nobel (1905-1946) y en el Parlamento Noruego (1901-1904)—.[cita requerida]
Debido a su naturaleza política, el premio ha estado sujeto a diferentes controversias.

## Historia
Al igual que las demás categorías del Premio Nobel, el de la Paz se remonta al testamento de Alfred Nobel, en el que disponía que se creara el premio y estuviera dotado con los réditos de su fortuna. El texto en sueco del párrafo correspondiente dice:

Öfver hela min återstående realiserbara förmögenhet förfares på följande sätt: Kapitalet av utredningsmännen realiseradt till säkra värdepapper skall utgöra en fond, hvars ränta årligen utdelas som prisbelöning åt dem som under det förlupna året hafva gjort menskligheten den största nytta. Räntan delas i fem lika delar som tillfalla: […] och en del åt den som har verkat mest eller best för folkens förbrödrande och avskaffande eller minskning av stående arméer samt bildande och spridande av fredskongresser. Prisen [...] för fredsförfäktare [utdelas] af ett utskott af fem personer som väljas af Norska Stortinget. Det är min uttryckliga vilja att vid prisutdelningarna intet afseende fästes vid någon slags nationstillhörighet sålunda att den värdigaste erhåller priset antingen han är skandinav eller ej.
Alfred Nobel, Testamento del 27 de noviembre de 1895

La totalidad de lo que queda de mi fortuna quedará dispuesta del modo siguiente: el capital, invertido en valores seguros por mis testamentarios, constituirá un fondo cuyo interés se distribuirá cada año en forma de premios entre aquellos que durante el año precedente hayan trabajado más o mejor en favor de la fraternidad entre las naciones, la abolición o reducción de los ejércitos existentes y para la celebración o promoción de procesos de paz. El premio [...] para el defensor de la paz [será concedido] por un comité formado por cinco personas elegidas por el Storting noruego. Es mi expreso deseo que, al otorgar estos premios, no se tenga en consideración la nacionalidad de los candidatos, sino que sean los más merecedores los que reciban el premio, sean escandinavos o no.

### Premio entregado en Oslo

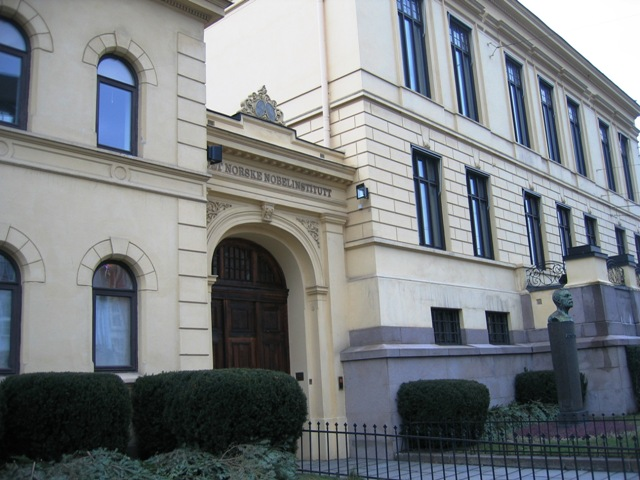
El Instituto Nobel Noruego ayuda al Comité Nobel Noruego en la tarea de elegir a los destinatarios del Premio Nobel de la Paz, así como a organizar el evento anual del Nobel en Oslo.

A diferencia de los otros Premios Nobel, que se conceden en Estocolmo, el de la Paz se entrega en el Ayuntamiento de Oslo, capital de Noruega. El ganador del Nobel de la Paz es elegido por el Comité Noruego del Nobel, compuesto por cinco personas designadas por el Parlamento noruego. El hecho de que este premio se entregue en Oslo es probable que se deba a que Suecia y Noruega estuvieron unidas en vida de Nobel y a que los asuntos de política exterior se decidían en el parlamento sueco. Nobel nunca explicó por qué no deseaba que este premio se otorgara y entregara en Suecia, como los demás. Sin embargo, se supone que era de la opinión de que el parlamento noruego, que solo era responsable de la política interior, estaría menos expuesto a manipulaciones por parte del gobierno. Además, Alfred Nobel apreciaba mucho al escritor noruego Bjørnstjerne Bjørnson, lo cual podría haber influido en su decisión.

### Actualidad
En 2011, el premio, dotado con 10 millones de coronas suecas, se redujo a 8 millones. A partir del 2017, está dotado con 9 millones de coronas suecas.

## Ganadores
El Premio Nobel de la Paz se ha otorgado a 98 personas y a 20 organizaciones, desde su creación en 1901. El Comité Internacional de la Cruz Roja lo ha recibido en tres ocasiones: en 1917, en 1944 y en 1963; la oficina del Alto Comisionado de las Naciones Unidas para los Refugiados, en 1954 y en 1981.
Este premio no se otorgó durante los principales años de las guerras mundiales.

## Críticas

### Omisiones notables
Foreign Policy ha calificado a  Mahatma Gandhi, Eleanor Roosevelt, U Thant, Václav Havel, Ken Saro-Wiwa, Fazle Hasan Abed y Corazón Aquino como personas que «nunca ganaron el premio, pero lo merecían».
El padre de la investigación académica sobre la paz («Estudios de la Paz o Irenología»), Johan Galtung, fundador del Instituto Internacional de Estudios para la Paz de Estocolmo (SIPRI), Journal of Peace Research (JPR). Fue galardonado con el Right Livelihood Award («Premio Nobel Alternativo») en 1987.